# Осипов Олександр Васильович
Олекса́ндр Васи́льович О́сипов (1899 , Єршовка, Аткарський повітd, Саратовська губернія, Російська імперія  — квітень 1983 , Москва, РРФСР, СРСР ) — український радянський партійний діяч, 1-й секретар Харківського обкому КП(б)У. Член ЦК КП(б)У (серпень — грудень 1938). Кандидат у члени Політбюро ЦК КП(б)У (18 червня — 26 грудня 1938). Депутат Верховної Ради СРСР 1-го скликання. Депутат, член Президії Верховної Ради УРСР 1-го скликання.
Жертва Сталінських репресій.

## Біографія
Народився 1899 року в родині залізничного службовця-комірника в селі Єршово (Єршовка) Аткарського повіту, тепер Аткарський район, Саратовська область, Росія. Закінчив шість класів Саратовського реального училища.
У січні 1918 — березні 1919 року — агітатор-організатор політичного відділу Саратовського губернського військового комісаріату.
Член РКП(б) з березня 1918 року.
У квітні — жовтні 1919 року — помічник військового комісара 50-ї дивізії, військовий комісар 442-го і 444-го стрілецьких полків РСЧА Східного фронту. У листопаді 1919 — травні 1920 року — начальник секретно-шифрувальної частини Саратовського губернського військового комісаріату. У травні 1920 — липні 1921 року — військовий комісар госпіталів № 664 і № 99 у місті Саратові.
У липні 1921 — січні 1923 року — начальник відділу штабу частин особливого призначення Московського військового округу.
У січні — липні 1923 року — заступник завідувача адміністративного відділу правління Держбанку в Москві. У липні 1923 — грудні 1924 року — голова місцевкому правління Держбанку в Москві.
У грудні 1924 — грудні 1927 року — уповноважений, заступник завідувача організаційного відділу Московського губернського відділу Спілки радянських торговельних службовців. У грудні 1927 — жовтні 1929 року — заступник завідувача, завідувач інформаційного, організаційного відділів Московської губернської ради професійних спілок, член президії Московської ради профспілок.
У жовтні 1929 — травні 1930 року — секретар партійного комітету ВКП(б) Московського заводу «Мостяжарт». У травні 1930 — жовтні 1933 року — завідувач організаційного відділу Сталінського районного комітету ВКП(б) міста Москви.
У 1933 році закінчив три курси факультету особливого призначення Московського механіко-машинобудівного училища.
У жовтні 1933 — квітні 1934 року — секретар Сталінського (Первомайського) районного комітету ВКП(б) міста Москви. У квітні 1934 — квітні 1935 року — голова будівельного комітету і заступник парторга Московського комітету ВКП(б) Метробуду Москви.
У травні 1935 — серпні 1937 року — 1-й секретар Сталінського районного комітету ВКП(б) міста Москви.
У серпні — вересні 1937 року — 2-й секретар Донецького обласного комітету КП(б)У.
22 вересня — жовтень 1937 року — виконувач обов'язків голови виконавчого комітету Донецької обласної ради.
14 жовтня 1937 — травень 1938 року — виконувач обов'язків 1-го секретаря Харківського обласного і міського комітетів КП(б)У. У травні — грудні 1938 року — 1-й секретар Харківського обласного і міського комітетів КП(б)У.
26 червня 1938 року обраний депутатом Верховної Ради УРСР 1-го скликання по Барвенківській виборчій окрузі № 253 Харківської області.
У грудні 1938 року відкликаний у розпорядження ЦК ВКП(б) до Москви для використання на відповідальній профспілковій роботі. У лютому — червні 1939 року — завідувач відділу фізичної культури, спорту і туризму Всесоюзної центральної ради професійних спілок.
У 1939 році виключений із ВКП(б). 11 червня 1939 року заарештований і ув'язнений у Бутирській в'язниці Москви. Засуджений до 5 років виправно-трудових таборів. Відбував покарання в Москві, Саратові, Нижньому Тагілі та в місті Кімри Калінінської області. Звільнений у березні 1947 року. Знову заарештований 31 грудня 1948 року і засуджений до заслання у селищі Дружний Північно-Єнисейського району Красноярського краю РРФСР. Звільнений із заслання 5 липня 1954 року. Реабілітований і відновлений у членах КПРС в 1954 році.
У липні 1954 — січні 1957 року — на пенсії у місті Москві. У січні 1957 — липні 1959 року — заступник директора Державного інституту із проектування заводів енергетичної промисловості «Гіпроенергопром» у Москві.
З липня 1959 року — на пенсії в місті Москві, де й помер у квітні 1983 року.

## Нагороди
- орден Леніна (13.05.1935)